# Tetraena longistipulata
Tetraena longistipulata är en pockenholtsväxtart som först beskrevs av Schinz, och fick sitt nu gällande namn av Beier & Thulin. Tetraena longistipulata ingår i släktet Tetraena och familjen pockenholtsväxter. Inga underarter finns listade i Catalogue of Life.